# The Simple Image
The Simple Image war eine neuseeländische Rockband, die von 1967 bis 1971 bestand. Sie erreichte viermal die neuseeländischen Top Ten einschließlich der Nummer 1 Spinning, Spinning, Spinning.

## Geschichte
Die Band wurde 1967 von drei Mitarbeitern von Todd Motors (Barry Leef (Rhythmusgitarre), Ron Gascoigne (Bass) und Harry Leki (Leadgitarre)) gegründet, ergänzt um den Schlagzeuger Alan Gordon (dem 1968 Gordon Wylie folgte). 
Nach ersten Auftritten auf Hochzeiten lernten sie über den Agenten Tom McDonald die Agentur UBA kennen, durch deren Vermittlung sie auf einem Kreuzfahrtschiff im Pazifik spielten.
Anfang 1968 veröffentlichte sie Two Kinds of Lovers, das in Neuseeland Nr. 11 erreichte. Der Tophit Spinning Spinning Spinning wurde auch in Großbritannien und in den Niederlanden veröffentlicht und hielt sich in Neuseeland zwei Wochen an der Spitze der Charts. Später veröffentlichte sie ein Album gleichen Namens.
Im Jahr 1969 gewann Simple Image den Group Award beim NEBOA Entertainer Of The Year Awards. Im gleichen Jahr gab die Gruppe auch eine EP mit dem Titel Four Hits from the Simple Image heraus. Wenig später versuchte The Simple Image erfolglos, musikalisch Fuß in Australien zu fassen. Im Jahr 1971 löste sich The Simple Image auf. Harry Leki kehrte nach Wellington zurück. und schloss sich der Band Arkastra an. Leef schloss sich 1973 der Rockband Bakery in Perth an und gründete 1975 die Barry Leef Group.
Im Jahr 2001 veröffentlichte EMI die CD Spinning Spinning Spinning - The Complete Simple Image mit dem Cover und den Titeln des gleichnamigen Albums, allen Singles und zwei bis dahin unveröffentlichten Stücken.

## Diskografie

### Alben
- 1968: Spinning, Spinning, Spinning
- 2001: Spinning Spinning Spinning - The Complete Simple Image

### Singles
- 1968: Two Kinds of Lovers / Summer Wine
- 1968: Spinning Spinning Spinning / Shy Boy
- 1968: Little Bell That Cried / I Wanna Go to Heaven
- 1969: Grooviest Girl in the World / Make Time Stand Still
- 1969: Michael and the Slipper Tree / Mean so Much